# Кибец, Юрий Иванович
Юрий Иванович Кибец (* 6 августа 1946, Котовка — † 23 января 2019, Днепр) — украинский поэт — шестидесятник. Заслуженный деятель искусств Украины.

## Биография
В 1970 году окончил историко-филологический факультет Днепропетровского государственного университета. Работал журналистом, редактором республиканского издательства «Луч» («Сич»). Ю. Кибец — заместитель директора по литературе и драматургии Муз.- драм. театра им. Т. Шевченко (1987 — 94). Возглавлял Днепропетровское областное литературное объединение им. П. Т. Кононенко. Сотрудничал с театром поэзии «Весна».

## Творчество
Литературное признание принес первый сборник лирики «Пятая пора», вышедшая в Киеве (1970 г.). Произведения печатались также в республиканских журналах, альманахах, антологиях, коллективных сборниках. За книгу «Васильки Волошина» он удостоен художественной премии имени Народного артиста УССР Антона Хорошуна. Ю. Кибец также удостоен литературной премии имени правозащитника Ивана Сокульского. Он известен и как переводчик. Перевел более 20 произведений мировой и русской драматургии на украинский язык. Написал песни к многочисленным спектаклям украинского театра.
С 1977 года Юрий Кибец принят в Национальный союз писателей Украины. Был заместителем председателя правления Днепропетровской областной организации Национального союза писателей Украины.
Ю. Кибец — Заслуженный деятель искусств Украины, он — член Национального союза театральных деятелей Украины. Почетный председатель Центра славянской моды. Член Международного общества прав человека.
Ушел поэт из жизни после продолжительной болезни 23 января 2019. Кремирован. Прах развеян 25 января 2019 года над р. Днепр на Монастырском острове в городе Днепр.